# Пригоди Ніколаса Ніклбі
Ніколас Ніклбі, або «Життя та пригоди Ніколаса Ніклбі» — третій роман Чарльза Діккенса, опублікований окремим частинами з 1838 по 1839 рік. Розповідь ведеться про життя чесного і порядного молодого чоловіка Ніколаса Ніклбі, який повинен підтримувати матір і сестру після смерті батька.
«Життя та пригоди Ніколаса Ніклбі», що містить достовірну розповідь про вдачі, нещастя, піднесення, падіння та повну історію сім’ї Ніклбі , привело до того, що Діккенс повернувся до своїх улюблених видавців і до формату, який виявився таким успішним із виходом Посмертних записок Піквікського клубу . Повість спочатку виходила щомісяця, потім була видана одним томом. Діккенс почав писати «Ніклбі», ще працюючи над «Олівером Твістом» .

## Сюжет

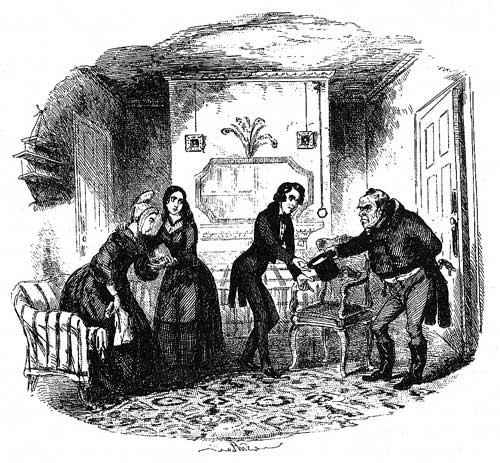
Перший візит містера Ральфа Ніклбі до його бідних родичів

Батько Ніколаса Ніклбі несподівано помирає, втративши всі свої гроші через невдалу інвестицію. Ніколас, його мати та молодша сестра Кейт змушені покинути комфортний спосіб життя в Девонширі та вирушити до Лондона, щоб звернутися за допомогою до свого єдиного родича, багатого дядька Ральфа Ніклбі. Ральф, холодний і безжальний бізнесмен, не має бажання допомагати своїм знедоленим родичам і з першого погляду ненавидить Ніколаса, тому що той нагадує йому його померлого брата. Він підбирає Ніколасу дуже низькооплачувану роботу асистентом Вакфорда Сквірса, який керує школою «Академія Дотбойс-Холл» в далекому Йоркширі.  Прибувши до Йоркшира, Ніколас усвідомлює, що Сквірс проводить шахрайство: він приймає небажаних дітей (більшість із яких є сиротами, незаконнонародженими, каліками) за високу плату, морить їх голодом і погано поводиться з ними, використовуючи надіслані їхніми батьками гроші.  Перебуваючи там, Ніколас подружився з «простим» хлопчиною на ім’я Смайк, який старший за інших «студентів» і тепер діє як неоплачуваний слуга. Ніколас привертає увагу Фанні Сквірс, норовливої дочки свого роботодавця, яка безрезультатно намагається привернути увагу хлопця.
Одного разу, невитримавши знущань, Смайк тікає, але його спіймайно і повернено до Дотбойз. Сквірс починає його бити, але Ніколас заступається. В результаті конфлікту Ніколас і Смайк покидають школу і вирушають до Лондона.
Тим часом Ральф селить Кейт і її матір до занедбаного будинку в лондонських нетрях. Також за сприяття дядька Кейт влаштовується  до модної модистки мадам Манталіні. Її чоловік, містер Манталіні, є жиголо, який залежить від своєї дружини і врешті призводить до її банкрутства.
Ніколас шукає допомоги у Ньюмена Ноггса, клерка Ральфа. Колись успішний бізнесмен Ноггс втратив своє положення, став п’яницею та не мав іншого виходу, окрім як шукати роботу у Ральфа, якого він ненавидить.
Ніколас відвідує матір і сестру саме тоді, коли Ральф читає їм лист Фанні Сквірс і зводить наклеп на Ніколаса. Він конфліктує зі своїм дядьком, який клянеться не надавати фінансової допомоги Нікльбі, доки Ніколас залишиться з ними. Ніколас погоджується покинути Лондон, але попереджає Ральфа, що одного дня між ними настане день розплати.
Наступного ранку Ніколас і Смайк їдуть до Портсмута з наміром стати моряками. У корчмі вони зустрічають театрального менеджера Вінсента Краммлза, який наймає Ніколаса відразу. Ніколас і Смайк приєднуються до акторської компанії, і їх тепло приймає трупа, до якої входять чудова дружина Краммлза, їхня донька «Дитя-Феномен» та багато інших ексцентричних і мелодраматичних акторів. Ніколас і Смайк дебютують в спектаклі «Ромео і Джульєтта» відповідно в ролях Ромео та Аптекаря, і їх зустрічає з великим схваленням провінційна аудиторія.
Але проблеми у родині змушують Ніколаса повернутися до Лондона. В пошуках заробітку Ніколас зустрічає бізнесменів - братів Чіріблів, які зваживши на його чесність і освіченість, запрошують юнака до себе на роботу.
Під час роботи Ніколас зустрічає красиву молоду жінку, яку бачив у бюро праці, і розуміє, що закоханий у неї. Брати кажуть йому, що її звуть Медлін Брей, і вона є донькою в'язня боргової тюрми Волтера Брея.
Артур Ґрайд, старий скнара, пропонує сплатити Ральфу борг Волтера Брея в обмін на допомогу. Ґрід незаконно отримав заповіт діда Медлін, і вона стане спадкоємицею після одруження. Двоє лихварів переконують Брея змусити його доньку прийняти огидного Ґрайда за чоловіка, пообіцявши розплатитися з його боргами. Ніколас просить Медлін скасувати весілля, але, незважаючи на свої почуття до юнака, вона надто віддана своєму вмираючому батькові, щоб піти проти його волі. У день весілля старий Брей, охоплений почуттям провини за жертву, яку принесла заради нього його донька, несподівано помирає. Таким чином, у Медлін немає причин одружуватися з Грайдом.
Смайк захворів на туберкульоз  і мирно помирає на руках у Ніколаса.
Коли невдаха-наречений Ґрайд повертається додому то дізнається, що його літня економка, пограбувала його і серед іншого, захопила з собою заповіт. Щоб повернути його, Ральф заручається послугами Векфорда Сквірса, щоб вистежити жінку. Ноггс відкриває цю змову, і за допомогою Френка Чірібла йому вдається повернути заповіт і заарештувати Сквірса.
Брати Чірібли протистоять Ральфу, повідомляючи йому, що його різноманітні схеми проти Ніколаса зазнали краху. Вони радять йому покинути Лондона, перш ніж проти нього висунуть звинувачення, оскільки Сквірс має намір зізнатися у всьому й викрити злочини Ральфа. Брати також повідомляють, що Смайк мертвий. Ральф байдужий до цієї новитни і тоді з’являється жебрак Брукер, колишній службовець банкіра і розповідає Ральфу, що Смайк був його сином. У молодості Ральф одружився з жінкою заради її багатства, але тримав це в таємниці, щоб вона не втратила спадщину через те, що одружилася без згоди брата. Зрештою вона покинула його після того, як народила сина, якого він довірив Брукеру. Брукер, скориставшись можливістю помститися, відправив хлопчика до школи Сквірса, а Ральфу сказав, що той помер. Пізніше Брукер розкаювався в скоєному, але покарання у вигляді каторги завадило йому виправити ситуацію. Спустошений думкою, що його єдиний син помер як найкращий друг його найбільшого ворога, Ральф покінчує життя самогубством. Його нечесно здобуте багатство потрапляє в державну скарбницю, тому що він помер, не залишивши заповіту, а його родичі відмовилися вимагати спадок.
Сквірса засуджують на каторгу до Австралії, і, почувши це, хлопці з Дотбойс-Холлу повстають проти родини Сквірсів і тікають.  Ніколас стає партнером у фірмі Чіріблів і одружується на Медлін. Кейт і Френк Чірібл також одружуються. Ноггс повертає свою респектабельність. Сім'я Ніклбі та їхня тепер велика родина повертаються до Девонширу, де вони живуть у мирі та благополуччі.

## Головні персонажі
Як і в більшості творів Діккенса, у книзі є велика кількість персонажів. Головні персонажі Ніколаса Ніклбі :

### Родина Ніклбі.
- Ніколас Ніклбі: Герой роману. Його батько помер і залишив Ніколаса та його родину без грошей. Ніколас чесний і принциповий, але його молодість і недосвідченість світу часто  роблять його жорстоким і емоційним. Він присвячує себе перш за все своїм друзям і родині і люто кидає виклик тим, хто кривдить тих, кого він любить.
- Ральф Ніклбі: головний антагоніст книги, дядько Ніколаса. Здається, він не дбає ні про що, крім грошей, і відразу відчуває неприязнь до ідеалістичного Ніколаса. Гнів Ральфа на те, що Ніколас побив Векфорда Сквірса, призводить до серйозного розриву з його племінником, і після того, як Ніколас ще кілька разів втручається в його махінації, Ральф планує навмисно завдати болю та принизити Ніколаса; але єдина людина, яку Ральф зрештою знищив, це він сам. Коли з'ясовується, що Смайк був його сином і що хлопець помер, ненавидячи його, він покінчив життя самогубством. Він помирає без заповіту, а його родина відмовляється забрати його майно, тож його важко зароблені статки забирає Корона.
- Кетрін «Кейт» Ніклбі: молодша сестра Ніколаса. Кейт — досить пасивний персонаж, типовий для діккенсіанських жінок, але вона частково поділяє мужність і сильну волю свого брата. Вона не блідне перед тяжкою працею, щоб заробити на утримання, і захищається від розпусного сера Малберрі Хоука. Вона знаходить заслужене щастя з Френком Чіріблом.
- Місіс Кетрін Ніклбі: мати Ніколаса та Кейт, яка надає значну частину комічного в романі. Розгублена місіс Ніклбі часто не бачить справжнього зла, з яким стикаються її діти, доки їй на це не вкажуть прямо, а її тупість іноді погіршує скрутне становище її дітей. Вона вперта, схильна до довгих відступів на несуттєві або неважливі теми та нереалістичні фантазії, часто демонструє туманне розуміння того, що відбувається навколо неї.

### Персонажі пов'язаніз Ральфом Ніклбі
- Ньюмен Ноггс: клерк Ральфа, який стає відданим другом Ніколаса. Колись він був джентльменом, але втратив гроші й збанкрутував. Він алкоголік, і його загальна доброзичливість і розуміння людської природи приховані під шаром ірраціональної та непостійної поведінки.
- Сер Малберрі Гоук: розпусний дворянин, який взяв під свою опіку лорда Верісофта. Один із найбільш злих персонажів роману, він переслідує Кейт після того, як вона відкидає його залицяння. Його карає Ніколас, і він клянеться помститися, але цьому заважає лорд Верісофт. Він вбиває Верісофта на дуелі і змушений тікати до Франції, поклавши край своїм планам помсти. Він живе за кордоном у розкоші, поки не закінчюються гроші, і врешті-решт повертається до Англії та помирає у борговій в'язниці.
- Лорд Фредерік Верісофт: друг Гоука, багатий молодий дворянин. Він винен і Ральфу, і серу Малберрі величезні суми грошей. Він закохується в Кейт, і Хоук змушує його знайти її адресу. Після того, як Ніколас зіткнувся з ними в кав'ярні, лорд Фредерік усвідомлює ганьбу своєї поведінки і застерігає Гоука від помсти невинній дівчині. Ця сварка зрештою призводить до двобою, у якому лорд Фредерік гине. У смерті йому вдається погубити і Ральфа, і сера Малберрі, оскільки він помирає неодруженим, що, згідно з заповітом його батька, позбавляє його спадщини та змушує його кредиторів втратити величезні суми грошей.
- Артур Ґрайд: літній соратник Ральфа. Скупий, він живе у великому порожньому та занедбаному будинку вкрай економно, незважаючи на величезне багатство. Він заволодів заповітом дідуся Медлін і намагається обманом позбавити її майна, одружившись з нею. Він єдиний серед змовників Ральфа уникає законного покарання, але зрештою його вбивають грабіжники, до яких дійшли чутки про його величезні багатства.
- Брукер: Старий жебрак. Загадкова фігура, яка кілька разів з’являється протягом роману. Зрештою ми дізнаємося, що раніше він був клерком Ральфа. Він був відповідальним за те, щоб привести сина Ральфа (Смайка) до Дотбойз-Холлу. Колишній каторжник, він повертається, щоб вимагати гроші у Ральфа з інформацією, що його син живий. Коли це не вдається, він йде до Ноггса і зрештою виносить свою історію на світло. В епілозі згадується, що він помирає, розкаявшись у своїх злочинах.

### Йоркшир
- Смайк: бідолаха, що живе під «піклуванням» Сквірса близько 18 років. Від тяжкої праці та постійного недоїдання має слабке здоров'я і відстає в розвитку. Ніколас надає йому сміливості втекти, але коли це не вдається, Ніколас рятує його, і вони стають попутниками та близькими друзями. Він закохується в Кейт, але його серце розбивається, коли вона закохується у Френка Чірібла. Після того, як Смайк мирно помирає від «страшної хвороби» ( туберкульозу ), з’ясовується, що він є сином Ральфа Ніклбі, а отже двоюрідним братом Ніколаса та Кейт.
- Векфорд Сквірс: жорстокий, одноокий йоркширський «учитель». Він керує школою-інтернатом для небажаних дітей Dotheboys Hall. Він жахливо поводиться з хлопцями, морить їх голодом і регулярно б’є. Він отримує стусанів з рук Ніколаса, коли карає Смайка за втечу. Після одужання їде до Лондона та бере участь у ще більш поганих справах, виправдовуючи свою образу на Ніколаса, ставши близьким партнером у схемах Ральфа, щоб підробити походження Смайка, а згодом приховати заповіт, який зробив би Мадлен Брей спадкоємицею. Його заарештовують під час останнього з цих завдань і засуджують на каторгу до Австралії.

- Місіс Сквірс: ще більш жорстока ніж її чоловік, до хлопців, якими вони опікуються. Їй відразу не подобається молодий Ніклбі і вона намагається максимально ускладнити його життя в Дотбойз Холі.
- Фанні Сквірс: дочка Сквірсів. Їй 23 роки, вона неприваблива, злого характеру і дуже хоче знайти чоловіка. Вона переслідує Ніколаса, доки він рішуче відкидає її, що змушує її пристрасно й відкрито ворогувати з ним. Тільда Прайс є її найкращою подругою, але відносини погіршуються через гординю та злостивість Фанні. Вона гордовита, зарозуміла і помиляється щодо своєї краси та статусу.
- Молодий Векфорд Сквірс: хамовитий син Сквірів. Його батьки обожнюють його, і він дуже товстий через те, що вони його балують, на відміну від підопічних школи, яких морять голодом. Він зайнятий тим, щоб якомога частіше набити свій живіт і знущатися над школярами, на велику гордість свого батька. Коли хлопці бунтують, вони кілька разів занурюють його голову в миску з огидною сіркою та патокою - засіб для штучного пригнічування апетиту, що регулярно насильно застосовували до підопічних під страхом покарання.
- Джон Брауді: грубувато-добродушний йоркширський торговець кукурудзою з бурхливим почуттям гумору. На початку роману він заручений з Тільдою Прайс і одружується на ній приблизно в середини книги. Хоча вони з Ніколасом знайомляться не в кращих обставинах, вони стають хорошими друзями, коли Джон допомагає Ніколасу втекти з Йоркшира. Пізніше він приїжджає до Лондона у свій медовий місяць і рятує Смайка з полону Сквірса, доводячи себе винахідливим і розумним союзником.
- Матильда «Тільда» Прайс (Брауді): найкраща подруга Фанні та наречена Брауді. Вродлива 18-річна донька мірошника, Тільда мириться з дріб’язковістю Фанні через їхню дружбу в дитинстві, але пізніше розриває їхню дружбу, коли усвідомлює ступінь егоїзму Фанні. Вона досить кокетлива, але щасливо влаштовується з Джоном Брауді.

### Лондон
- Чарльз і Нед Чірібл: брати-близнюки, заможні «німецькі купці» (купці, які торгують на міжнародному рівні), які настільки ж великодушні, як і веселі. Згадуючи свій скромний початок, вони багато часу приділяють благодійності та допомозі нужденним. Ця щедрість спонукає їх дати Ніколасу роботу, забезпечити сім’ю і майже самотужки відродити його віру в доброту людини. Вони стають ключовими фігурами в розвитку поразки Ральфа та щасливого кінця Ніклбі.
- Френк Чірібл: племінник Неда та Чарльза, який такий же відкритий, як і його дядьки. Він розділяє погляди Ніколаса. Він закохується в Кейт і пізніше одружується з нею.
- Медлін Брей: знедолена молода дівчина. Доглядає за своїм хворим батьком, вона готова занедбати своє життя заради його порятунку. Ніколас закохується в неї з першого погляду, і вона відчуває те саме до нього.
- Волтер Брей: батько Медлін, у минулому гарний джентльмен. Він надзвичайно егоїстичний чоловік, який змарнував статки своєї дружини та помирає у борговій в’язниці, винен величезні суми грошей і Ральфу, і Ґрайду. Зневажливо-гордо ставиться до Ніколаса. Він обманює себе, що діє на благо своєї доньки, погоджуючись на її шлюб із Ґрайдом, але коли він усвідомлює, яке зло вчинив, помирає від горя до того, як шлюб було укладено, звільняючи Медлін від її зобов’язань.

## Критика
Багато критиків засуджували Дікенса, який зобразив свою матір Елізабет в образі незграбної місіс Ніклбі. Однозначно негативний показ йоркширських шкіл-пансіонів також викликав заперечення: образ Сквірса став загальним, і через асоціацію з ним постраждали багато директорів шкіл, не винних у показаних у романі зловживаннях. Сам Дікенс зізнавався, що матеріал для опису школи було зібрано під час короткої поїздки до Йоркширу, і написи на надгробках учнів послужили поштовхом для виникнення образу Смайка.

## Кіно і телебачення
Кіно- та телевізійні екранізації Ніколаса Ніклбі включають:
- Двохвилинний короткометражний фільм 1903 року, що показує сцену бійки в Dotheboys Hall.
- Ніколас Нікльбі (1912), півгодинний фільм, який намагався охопити більшу частину роману
- «Життя та пригоди Ніколаса Нікльбі» (1947), перша звукова адаптація роману, у якій в головних ролях знялися Седрік Хардвік у ролі Ральфа Ніклбі, Саллі Енн Хоуз у ролі Кейт, Дерек Бонд у ролі Ніколаса та Стенлі Холловей у ролі Крамлза.
- Ніколас Ніклбі (1957), телесеріал BBC з Вільямом Расселом у головній ролі. Жоден епізод не зберігся.
- Ніколас Нікльбі (1968), серіал BBC One з Мартіном Джарвісом у головній ролі.
- Ніколас Ніклбі (1977), телевізійний серіал BBC режисера Крістофера Баррі з Найджелом Гаверсом у головній ролі, Дереком Френсісом у ролі Векфорда Сквірса та Патрісією Рутледж у ролі мадам Манталіні.
- Життя та пригоди Ніколаса Ніклбі (1982), записана на відео версія сценічної адаптації Королівської Шекспірівської компанії, показана на Channel 4 у вигляді трьох двогодинних епізодів і одного тригодинного епізоду. У 1983 році його показали по телебаченню в США, де він отримав премію «Еммі» за найкращий міні-серіал. Ця версія була випущена на DVD і повторно транслювалася в грудні 2007 року на BBC Four.
- Ніколас Ніклбі (1985), анімаційна версія, створена для телебачення Burbank Films Australia .
- Життя та пригоди Ніколаса Ніклбі (2001), телевізійний фільм ITV режисера Стівена Віттакера. У ньому грають Джеймс Д'Арсі, Чарльз Денс, Пем Ферріс, Лі Інґлбі, Грегор Фішер, Том Холландер, Джей Джей Філд і Том Гіддлстон . Фільм отримав премію BAFTA і RTS за дизайн костюмів.
- Ніколас Ніклбі (2002) — фільм американського режисера Дугласа Макґрата, у якому знімалися Чарлі Ханнем, Енн Гетевей, Джеймі Белл, Алан Каммінг, Джим Бродбент, Крістофер Пламмер, Джульєт Стівенсон, Натан Лейн, Том Кортні та Баррі Хамфріс.
- Нік Ніклбі (2012), п’ятисерійний серіал BBC, який переніс історію в сучасність (із кількома змінами в сюжеті та персонажах). Його знімали в Белфасті, Північна Ірландія, переважно з місцевими акторами. Головного героя зіграв Ендрю Сімпсон, Лінда Бассетт у ролі місіс Смайк, Адріан Данбар у ролі Ральфа Нікльбі, Джонатан Гарден у ролі Ньюмена Ноггса (також оповідає серіал), Брона Галлагер у ролі місіс Нікльбі та Джейн Вайзенер (Кет Ніклбі) також у головних ролях. Він був створений Kindle Entertainment Ltd і розповсюджений Indigo Film and Television.

## Публікація
Ніколас Ніклбі спочатку виходив 19 номерами щомісяця; останній був подвійним числом і коштував два шилінги замість одного. Кожен номер складався з 32 сторінок тексту та двох ілюстрацій Фіза.